# Saint-Aigny
Saint-Aigny è un comune francese di 297 abitanti situato nel dipartimento dell'Indre nella regione del Centro-Valle della Loira.

## Società

### Evoluzione demografica
Abitanti censiti